# 沈抚同城

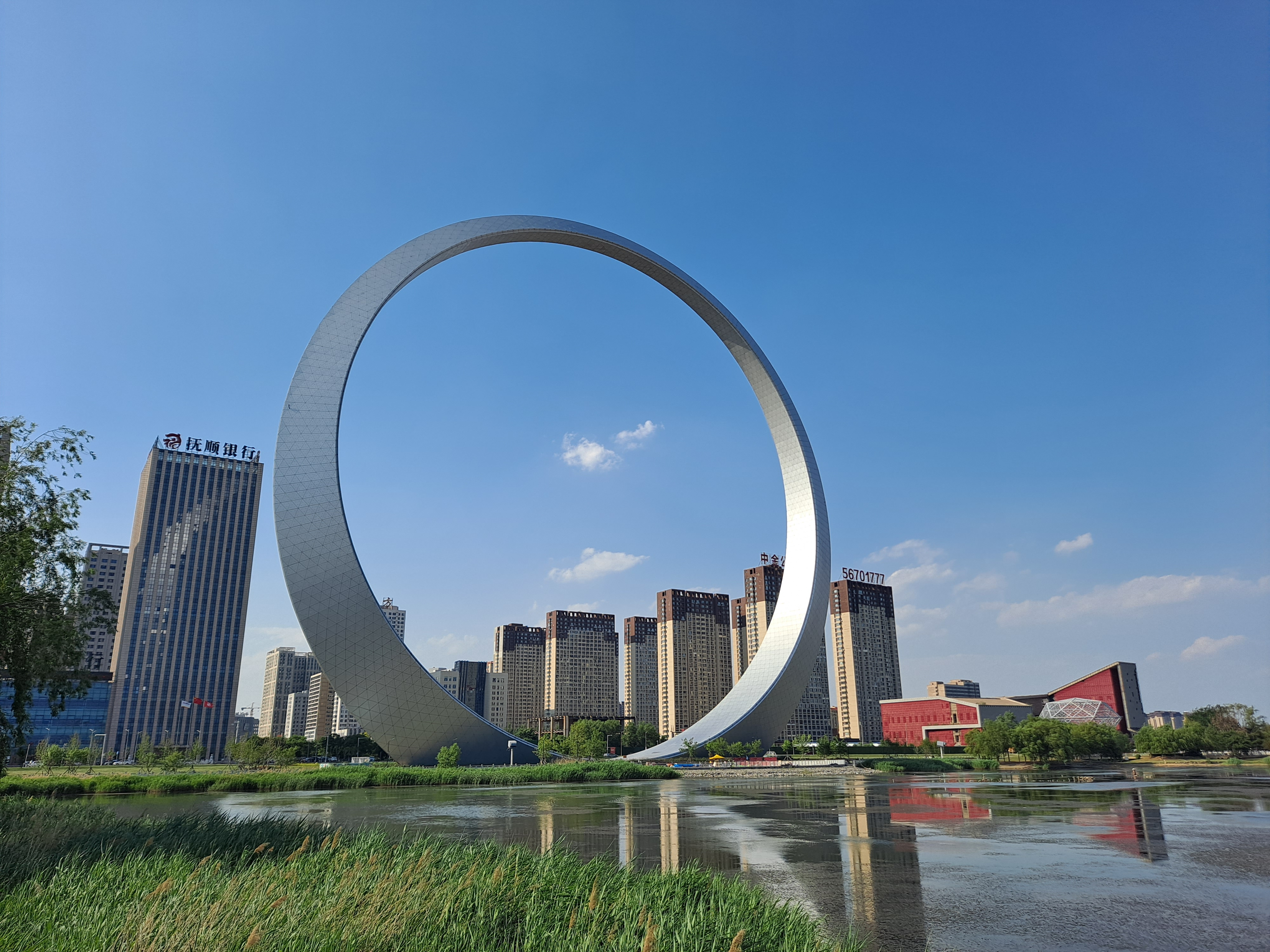
沈抚新城地标生命之环

沈抚同城是指中国辽宁省沈阳市和抚顺市为了打造具有强大辐射力的中心城市，以此来支撑辽宁南部沿海经济，并带动辽宁中部腹地经济发展所实施的一项同城化战略。沈抚同城亦为中国深入推进东北地区全面振兴、全方位振兴的具体体现，重要成果为沈抚改革创新示范区，该示范区是全国唯一一家改革创新示范区。

## 建设背景
中国在改革开放之后，改革成为推动区域创新发展的原动力。沈抚改革创新示范区的设立是中国深入推进东北地区全面振兴、全方位振兴的具体体现。作为全国唯一一家改革创新示范区，着力建设东北地区改革开放的先行区、优化投资营商环境的标杆区、创新驱动发展的引领区和辽宁振兴发展的新引擎，为辽宁乃至东北全面振兴探索可复制可推广的全新模式。
沈抚同城概念的提出，源于时任中共辽宁省委书记，省人大常委会主任李克强提出的 “中部城市群”发展战略。2005年，沈阳经济区建设被列为辽宁省的发展战略。由于“中部城市群”各个城市间发展差异比较大，选择客观条件比较成熟的地区先行突破，成为当时的路径选择。沈抚同城最终进入了决策者的视野。 李克强在中共辽宁省委全会上提出“推进沈阳与抚顺的同城化发展，壮大辽宁中部城市群，打造东北亚最大的区域中心城市，让沈抚链接带成为中国经济新的增长极。”按照中华人民共和国国务院要求，沈抚改革创新示范区已经建立并且正式挂牌。

## 建设过程

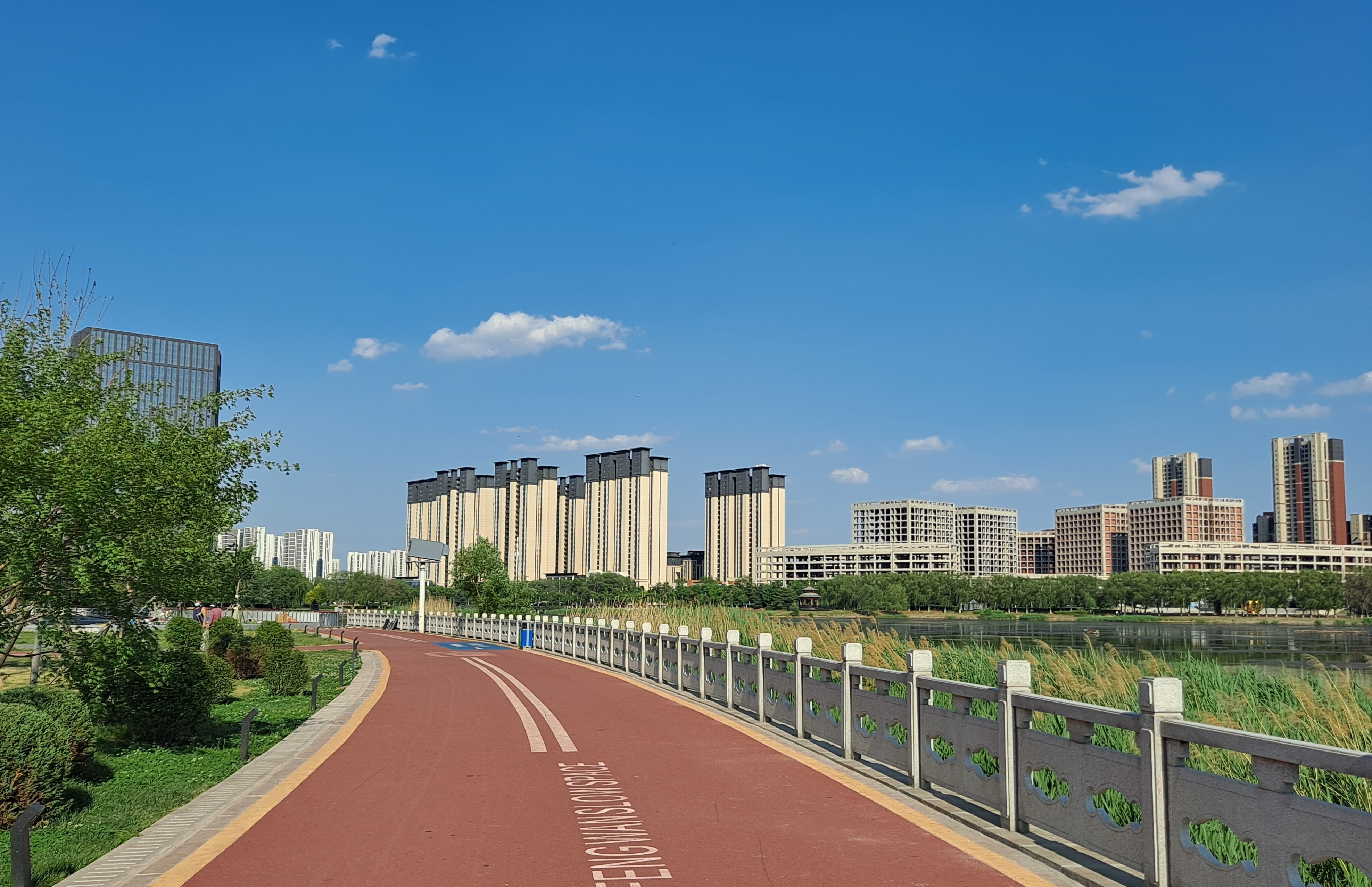
沈抚新区金风湾

2007年9月11日，沈抚两市市长签署了《加快推进沈抚同城化协议》，沈抚同城化建设正式启动。2008年4月9日，由辽宁省发改委负责组织编制的《沈抚连接带总体发展概念规划》通过专家评审，并于同年7月30日正式发布。 在建设之初， 沈抚同城项目得到了国家相关部门和领导十分关注与支持。时任中华人民共和国国务院副总理曾培炎，国家开发银行总行行长陈元，中华人民共和国国务院振兴东北办主任张国宝，副主任宋晓梧均到沈阳、抚顺专题调研沈抚同城化项目，听取沈抚同城化汇报，对沈抚同城化的构想和工作进展给予充分肯定。围绕沈抚同城化，从空间同城化、交通同城化、基础设施及产业同城化、滨水及生态同城化等几个方面规划了沈抚新城建设、城际轻轨、城际公路、浑河景观带建设等8大重点项目，总投资215亿元，国家开发银行经过充分的调研、审核和论证，确认了149.2亿元的合作额度。这8大重点项目全面建设后，将会为沈抚同城化的全面实施和推进提供强有力的支撑。  
2009年，以重型装备及配件、石化电力、煤矿安全、汽车配件为特色的64个项目已经落地，总投资153亿元，辽宁装备制造业基地初具规模。沈阳丰远热高乐园、旺力商贸城、银江科技集团等投资超过30亿元的大型商住航母陆续起航，百万平方米的绿化工程已经完成，新城呈现出欣欣向荣的景象。
2017年，为进一步优化辽宁区域发展总体布局，立足破解振兴发展难题，加快体制机制创新，培育发展新动能，中华人民共和国辽宁省沈抚新区正式成立。2018年9月13日，中华人民共和国国务院正式批复《关于沈抚改革创新示范区建设方案》。
2020年，中国共产党辽宁省沈抚改革创新示范区工作委员会、辽宁省沈抚改革创新示范区管理委员会揭牌成立。

## 争议
沈阳与抚顺之间的城际铁路，沈抚城际铁路的平均上座率不足三成。有市民认为铁路的票价不仅贵，而且两地的融合没有达到足够的密切。 在2009年，抚顺市作出了 “举全市之力建设沈抚新城”的决定，并列为政府的“一号工程”。抚顺市市委、人大、政协三大机关初步决定向沈抚新城搬迁，促使全市各种资源向新城集结。有评论指出，在沈抚一体化融合的过程中，相对于抚顺的积极，规划中的沈抚新城沈阳一侧的行动则显得有些缓慢。而随着抚顺市委搬迁至城东新区市政府大楼办公，机关向沈抚新城搬迁的计划宣告泡汤。2018年6月，辽宁省沈抚改革创新示范区管委会在原抚顺市委新址上建设了“IT+BT创新大厦”。

## 部分项目
- 沈抚城际铁路
- 沈抚城际巴士雷锋号
- 沈抚旅游一体化
- 沈阳有轨电车5号线
- 沈阳地铁9号线